# Horisme aorista
Horisme aorista är en fjärilsart som beskrevs av Turner 1907. Horisme aorista ingår i släktet Horisme och familjen mätare. Inga underarter finns listade i Catalogue of Life.